# 7179 Gassendi
7179 Gassendi eller 1991 GQ6 är en asteroid i huvudbältet som upptäcktes den 8 april 1991 av den belgiske astronomen Eric W. Elst vid La Silla-observatoriet. Den är uppkallad efter fransmannen Pierre Gassendi.
Asteroiden har en diameter på ungefär 7 kilometer.